# Alseodaphne lanuginosa
Alseodaphne lanuginosa är en lagerväxtart som beskrevs av Kostermans. Alseodaphne lanuginosa ingår i släktet Alseodaphne och familjen lagerväxter. Inga underarter finns listade i Catalogue of Life.